# Передній Рейн
46°37′57″ пн. ш. 8°40′28″ сх. д. / 46.6325° пн. ш. 8.6744444444444° сх. д.
Передній Рейн (нім. Vorderrhein) — верхня ділянка річки Рейн. 
Його сточище 1512 км² розташовано переважно на території кантону Граубюнден, Швейцарія. 
Передній Рейн завдовжки 76 км, що на 5 % більше за довжину Заднього Рейну, при цьому витрата води Переднього Рейну (58,3 м³/с)
 
дещо менша, ніж витрата води Заднього Рейну. 
Виток Переднього Рейну — і самого Рейну — згідно з Атласом Швейцарії, що випускається Swisstopo Швейцарії 
, 
знаходиться на північ від річки Рейн-да-Тума на озері Тома.

## Течія
Передній Рейн протікає по гірській долині Сурсельва, переважно у північно-східному напрямку. 
Північний берег річки подекуди розрізається короткими долинами з крутими схилами; південний берег - навпаки, більш протяжними долинами. 
Тому основні притоки Переднього Рейну - Рейн-да-Сумвітг, Гленнер, Рабіуса  — впадають у нього з півдня. 
У своїй течії Передній Рейн перетинає ущелини зсуву Флімс що спускаються до нього на територію Руїнаульти. 
Біля містечка Райхенау Передній Рейн зливається із Заднім Рейном, утворюючи Альпійський Рейн.

## Основні притоки
Деякі з приток Переднього Рейну (вказана довжина течії від джерел до місця злиття Переднього та Заднього Рейну):
- два струмки з областей Puozas та Milez поблизу перевалу Оберальп (обидва приблизно 70 км)
- Рейн-да-Тума, включаючи озеро Тома (приблизно 71 км)
- відгалуження Aua da Val з Val Val (приблизно 70 км)
- Рейн-да-Майгельс[de] (близько 75 км) - притока Рейн-да-Курнера
- Рейн-да-Курнера[de] (близько 74 км)
- Рейн-да-Медель[de] (близько 76 км) — найдовша притока Переднього Рейну.